# Soheila Fors
Soheila Fors Kalhor, född 8 februari 1966, är en svensk författare och föreläsare med inriktning på hedersvåld och gruppkultur. Hon är politiker för Kristdemokraterna och driver flera tehus runt om i Sverige.

## Bakgrund
Fors växte upp i den kurdiska delen av Iran som dotter till en högt uppsatt klanledare (emir). Hon gifte sig tidigt men blev illa behandlad av sin man och sina svärföräldrar, samtidigt som hennes pappa och andra släktingar drabbades av den iranska statsmaktens repression mot kurdisk autonomi. Hennes man tvingades fly och kom till Sverige i början av 1990-talet, och Fors och deras två barn kom några år senare. Även i Sverige blev Fors illa behandlad av sin man varför hon valde att skilja sig – något som hade varit omöjligt när hon var kvar i Iran.
Efter en tid av isolering, utanförskap och sviktande hälsa genomgick hon en personlig upplevelse och blev en bekännande kristen, och gifte sig i slutet av 1990-talet med Kjell Fors.

## Verksamhet
Soheila Fors har blivit känd för de tehus hon startat under 2010-talet som en oas för hotade kvinnor, som numera (2019) finns i Karlskoga, Jönköping, Sala, Hallstahammar, Uddevalla och Lidköping.
År 2012 blev hon framröstad som Årets bry-sig-om-are i Karlstad stift. Samma år valdes hon till Årets förebild av dagstidningen Dagen. I februari 2013 blev hon en av flera som uppmärksammades av kungahuset för "betydande insatser lokalt, regionalt eller nationellt".
I november 2018 nominerades hon som åttonde namn på Kristdemokraternas kandidatlista till valet till EU-parlamentet våren 2019. I valet hamnade hon på tredje plats med avseende på antalet personröster, men då det var mindre än 5 procent påverkade det inte placeringen och räckte ej till för att ge ordinarie- eller ersättarplats.

## Författarskap
I januari 2014 utkom hennes biografi Kärleken blev mitt vapen. Hon berättar självbiografiskt om sitt liv, om hederskultur och misshandel och om hur hon rest sig igen som människa - med en nyvunnen kristen tro i ryggen.
2016 utkom Bakom varje fönster bor ett hjärta, som handlar om kvinnorna och barnen som flyr till Sverige men som inte får samma demokratiska och mänskliga rättigheter som vi andra.
2019 gav hon ut Såld. Från förtryck till frihet som handlar om en kvinna i Iran som blir såld som sexslav av sin egen drogmissbrukande far. Läsaren får följa hennes flykt till Sverige och hur hon på flyktingförläggningen går ur askan i elden. Boken bygger på upplevelser Fors fått ta del av i sitt mångåriga arbete med kvinnor och flyktingar, kombinerat med en omfattande research.
Inför kvinnodagen den 8 mars 2019 delade föreningen Khatoon ut boken till socialtjänster i Mellansverige, vilket uppmärksammades då en hög tjänsteman vid Karlstads kommun returnerade boken med en kommentar om att Fors "sprider islamofobi". Kommunen har efter händelsen beklagat det inträffade och "hanterat det som ett personalärende".

## Hot och trakasserier
Fors återkommande kritik av kvinnoförtryck har flera gånger mött starka reaktioner, bland annat två mordhot i augusti 2015 med en uppmaning att ta bort en dikt om kvinnoförtryck på sin Facebooksida samt att hon "inte ska kriga mot IS".
I juli 2020 utbröt en brand på hennes altan som tros ha orsakats av en brandbomb kastad mot hennes hus. Branden kunde släckas, men polisutredningen lades ner efter en tid. Fors satte attentatet i samband med anonyma samtal med mordhot som uttalat att "Iran ska ta itu med henne", och att hennes bror som bor i Iran samma dag blev intagen till förhör. Dagen efter brandattentatet stod ett källarfönster öppet och någon hade tagit bort nätverkskabeln till deras övervakningsutrustning. Fors har efter händelsen i samråd med Säpo och ett övervakningsföretag skaffat ett kvalificerat skydd runt sin bostad.